# Georg Rietschel

Georg Rietschel, 1910

Georg Christian Rietschel (* 10. Mai 1842 in Dresden; † 13. Juni 1914 in Leipzig) war ein deutscher lutherischer Theologe.

## Leben

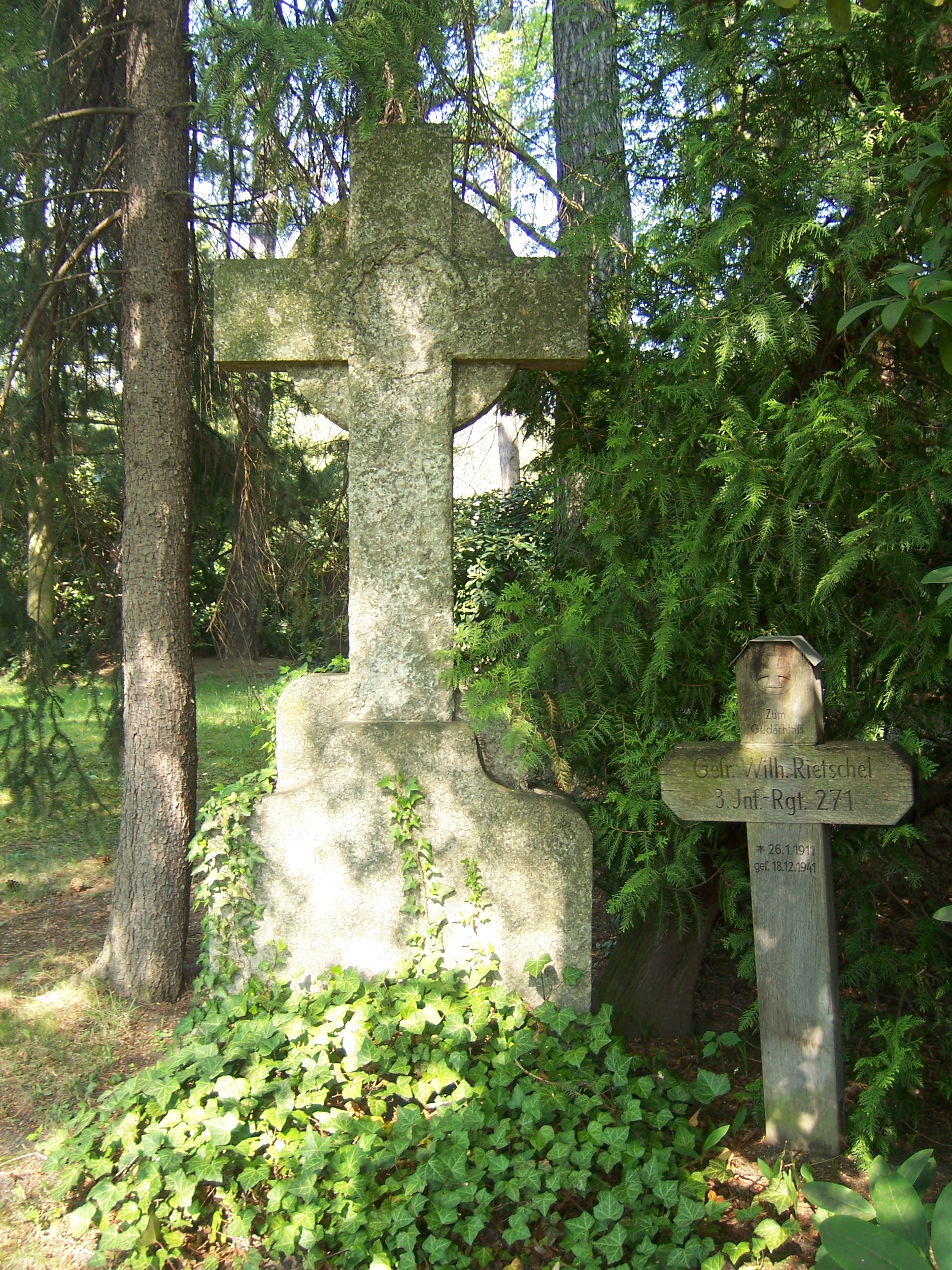
Grabstätte Georg Rietschel und Angehörige auf dem Südfriedhof in Leipzig

Georg Rietschel war der Sohn des für Deutschland bedeutenden Bildhauers Ernst Rietschel und dessen dritter Ehefrau Maria Rietschel, geborene Hand, und Bruder von Hermann Rietschel. Der Mediziner und praktische Arzt in Dresden Wolfgang Rietschel war sein Halbbruder. Georg Rietschel studierte zwischen 1860 und 1863 evangelische Theologie in Erlangen und Leipzig und wurde 1868 Pfarrer im sächsischen Kirchendienst, zunächst in Rüdigsdorf. 1874 wurde er Primarius in Zittau, vier Jahre später Oberpfarrer, Superintendent und Zweiter Direktor des Predigerseminars in Wittenberg. Im August 1884 ernannte man Rietschel zum Ersten Direktor des Predigerseminars. Seit 1887 war er als Pfarrer an St. Matthäus in Leipzig tätig und wurde dort 1889 Professor für Praktische Theologie in Verbindung mit einer Stelle als erster Universitätsprediger und Direktor des Predigerkollegiums zu St. Pauli. Diese Stelle behielt er bis zu seiner Emeritierung im Jahr 1911. Rietschel war mit Karoline Müllensiefen, einer Tochter des Berliner Pfarrers Julius Müllensiefen verheiratet. Der in Rüdigsdorf geborene Sohn Siegfried (1871–1912) wurde Jurist, der ebenfalls in Rüdigsdorf geborene Sohn Ernst (1872–1960) Theologe und der in Wittenberg geborene Sohn Martin Philipp Johannes „Hans“ Rietschel (1878–1970) Arzt.

## Werk
Rietschel tat sich vor allem als Liturgiewissenschaftler hervor. Mit seinem Hauptwerk, dem zweibändigen „Lehrbuch der Liturgik“, das nicht nur die Summe seiner wissenschaftlichen, überwiegend historisch ausgerichteten Forschertätigkeit war, wirkte er bis in die Mitte des 20. Jahrhunderts hinein, zumal das Werk von Paul Graff überarbeitet und in der Mitte des 20. Jahrhunderts neu herausgegeben wurde.

## Veröffentlichungen
- Gewährung der Abendmahlsgemeinschaft an Reformierte und Unierte in ihrem Recht und in ihrer Pflicht nach dem Bekenntnis der lutherischen Kirche, 1869
- Martin Luther und Ignatius von Loyola, Eine vergleichende Charakteristik ihrer inneren Entwicklung, Wittenberg 1879
- Luther und die Ordination, in Festschrift zur 400jährigen Jubelfeier der Geburt Dr. Martin Luthers, hrsg. vom Predigerseminar Wittenberg 1883
- Luther und sein Haus (Schriften des Vereins für Reformationsgeschichte), Halle/S. 1888
- Luthers seliger Heimgang, ebd. 1891
- Das Wort vom Glauben, Predigten für alle Sonn- und Festtage des Kirchenjahres, Leipzig 1891
- Die Aufgabe der Orgel im Gottesdienst bis in das 18. Jahrhundert, Leipzig 1892 (zuvor in einer Universitätsveröffentlichung 1892)
- Der ev. Gemeindegottesdienst unter dem Gesichtspunkt der Anbetung im Geist und in der Wahrheit, Halle 1894
- Die offene Schuld im Gottesdienst und ihre Stellung nach der Predigt, mit besonderer Berücksichtigung der sächsischen Agende, in MGkK 1, 1897, 396 ff.
- Offener Brief an den Verfasser der Schrift: Ernste Gedanken, 1900
- Weihnachten in Kirche, Kunst und Volksleben, Bielefeld 1902
- Lehrbuch der Liturgik: I Die Lehre vom Gemeindegottesdienst, Göttingen 1900, II Die Kasualien, Göttingen 1909
- Zur Reform des Religionsunterrichts in der Volksschule, 1909
- Der Betrieb der praktischen Theologie auf der Universität, 1910 (Festschrift des Erlanger Studentenvereins)

## Sekundärliteratur
- Jochen Cornelius-Bundschuh: Liturgik zwischen Tradition und Erneuerung. Probleme protestanetischer Liturgiewissenschaft in der ersten Hälfte des 20. Jahrhunderts dargestellt am Werk von Paul Graff, Göttingen 1991
- Joachim Stalmann: Rietschel, Georg (Christian). In: Biographisch-Bibliographisches Kirchenlexikon (BBKL). Band 8, Bautz, Herzberg 1994, ISBN 3-88309-053-0, Sp. 344–345 (Artikel/Artikelanfang im Internet-Archive).
- Wolfgang Ratzmann: Der Liturgiewissenschaftler Georg Rietschel in Leipzig, in: Die Theologische Fakultät der Universität Leipzig. Personen, Profile und Perspektiven aus sechs Jahrhunderten Fakultätsgeschichte, 2005, S. 276–287